# Paràbola del blat i el jull

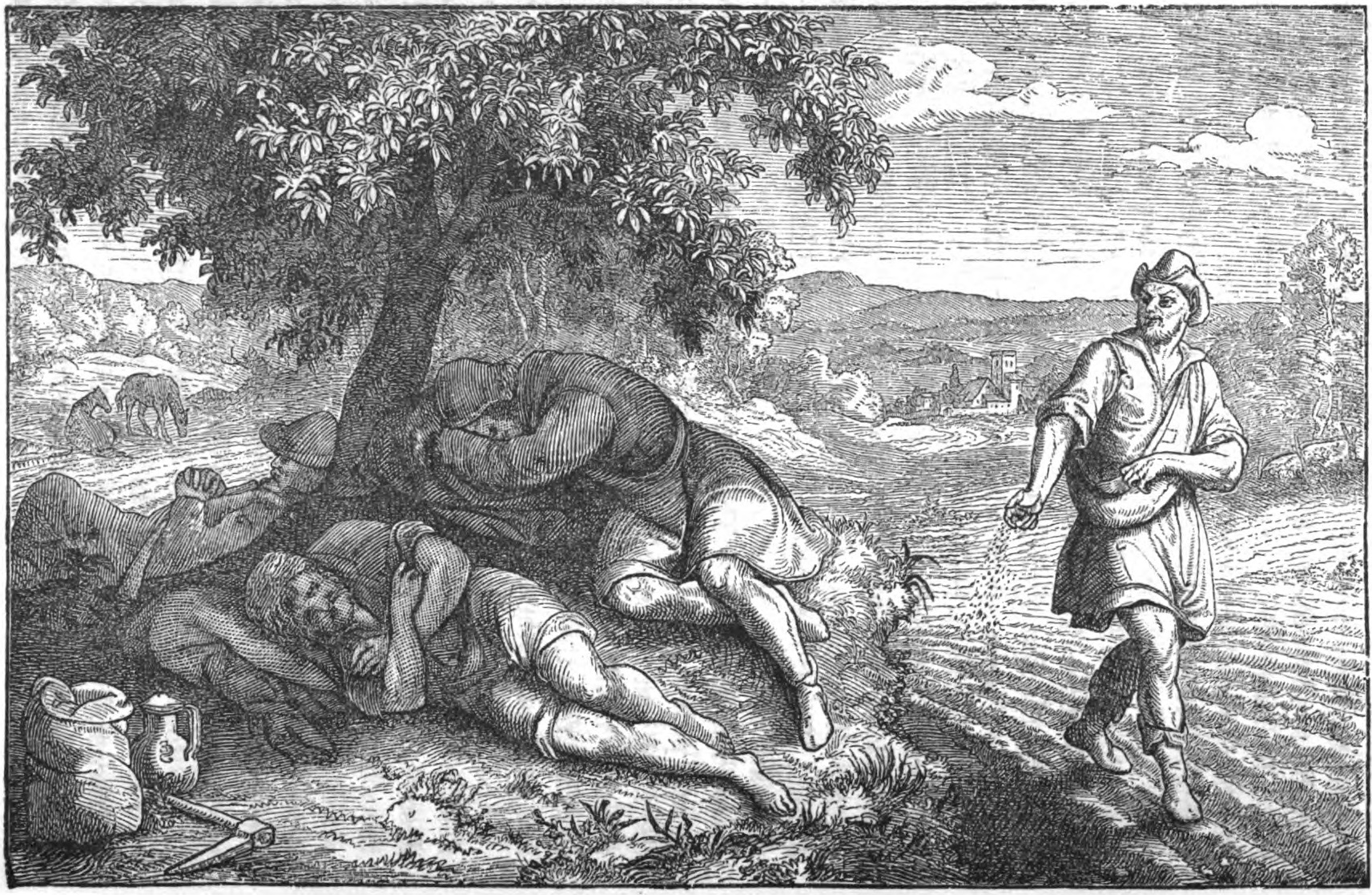

La paràbola del blat i el jull es troba a l'evangeli segons Mateu.

## Argument
Un home planta llavor de blat però el seu enemic sembra jull enmig del camp, de manera que quan el cereal germina apareixen les dues plantes barrejades. Els jornalers es lamenten a l'amo i li pregunten què han de fer. Llavors ell respon que deixin créixer les dues plantes i que en el moment de la collita ja cremaran el jull i guardaran el blat.

## Anàlisi
La primera explicació de la paràbola la realitza el mateix Jesús més endavant. Indica que la bona llavor, el blat, són les persones que se salvaran mentre que el jull pertany al Maligne (el dimoni). En el moment de la collita, equiparada amb la fi del món, aquests darrers cremaran a l'infern i els justos aniran al cel. Significativament es nega a arrencar el jull quan comença a aparèixer, no serà fins al final quan es durà a terme la tria, per tant l'ésser humà té tota la vida per obrar bé o penedir-se si no ho fa per poder esquivar l'infern.
S'ha fet servir aquesta paràbola a favor d'una tolerància religiosa limitada. De fet Luter argumenta que si l'església arrenca violentament el que considera heretgia, no dona l'oportunitat de salvar-se a la persona errada. Només Déu té aquest poder final de separar els bons dels pecadors.
La paràbola s'insereix en un fragment on Mateu descriu el Regne del Cel i inclou altres històries com la paràbola del tresor amagat o la paràbola del gra de mostassa, entre d'altres. Com en altres ocasions, Jesús empra metàfores provinents de la vida quotidiana, concretament del camp, per ser familiars a la seva audiència. Es considera el tercer discurs de Mateu i comprèn un seguit de paràboles que ocupen gran part del capítol 13, entre les quals la comparació del blat i el jull es col·loca en segon lloc, després de la paràbola del sembrador que dona el marc conceptual per a la interpretació general.